# Лиственничная Валса
Лиственничная Валса (Лиственничный Валс) — река в России, протекает по Республике Коми. Устье реки находится в 6 км по левому берегу реки Валса. Длина реки составляет 58 км.

## Притоки
- 10 км: Лиственничный (лв)
- 24 км: Яроватый (лв)
- Лиственничный (пр)
- Мишкина (пр)
- Дольская Рассоха (лв)

## Данные водного реестра
По данным государственного водного реестра России относится к Двинско-Печорскому бассейновому округу, водохозяйственный участок реки — Печора от водомерного поста Усть-Цильма и до устья, речной подбассейн реки — бассейны притоков Печоры ниже впадения Усы. Речной бассейн реки — Печора.
Код объекта в государственном водном реестре — 03050300212103000079851.